# Gerret
El gerret pàmfil, el gerret, el gerret bord, el reget i, a tort, la xucla o la xucla blanca (Spicara smaris) és una espècie de peix de la família dels centracàntids i de l'ordre dels perciformes.

## Morfologia
Els mascles poden assolir els 20 cm de longitud total.

## Distribució geogràfica
Es troba a tota la Mediterrània, la mar Negra, el sud de la Mar d'Azov i des de Portugal fins al Marroc (incloent-hi les Canàries i Madeira).